# The Hunter's Prayer
The Hunter's Prayer is een Amerikaanse actiefilm uit 2017, geregisseerd door Jonathan Mostow en gebaseerd op de roman For the Dogs van Kevin Wignall. De hoofdrollen worden vertolkt door Sam Worthington, Odeya Rush, Allen Leech en Amy Landecker. De film werd uitgebracht op 9 juni 2017 in Verenigde Staten door Saban Films.

## Verhaal
De huurmoordenaar Stephen Lucas (Sam Worthington) krijgt de opdracht om Ella Hatto (Odeya Rush) te vermoorden. Hij kan het echter niet over zijn hart verkrijgen om de trekker over te halen, waardoor beiden samen in een kat-en-muisspel terechtkomen. In een achtervolging door Europa, is hun enige hoop op overleving het onthullen en het voor gerecht krijgen van de moordenaars van Ella's familie.

## Rolverdeling
| Acteur           | Personage       |
| ---------------- | --------------- |
| Sam Worthington  | Stephen Lucas   |
| Odeya Rush       | Ella Hatto      |
| Allen Leech      | Richard Addison |
| Amy Landecker    | Gina Banks      |
| Martin Compston  | Metzger         |
| Verónica Echegui | Dani            |
| Gabrielle Mostow | Jillian         |
| Shayne Drumond   | Teresa          |

## Productie
Op 30 januari 2013 werd de film aangekondigd met Sam Worthington in de hoofdrol als een huurmoordenaar die een jong meisje helpt met het wreken van de moord op haar ouders en broer. De film is gebaseerd op de roman For the Dogs van Keving Wignall en op een script van Paul Leyden. Oren Moverman herschreef het script gedeeltelijk. Philipp Noyce was de beoogde regisseur met Anthony Rhules en Navid McIlhargey als producers van FilmEngine Entertainment samen met Worthington, John Schwarz en Michael Schwars van Full Clip Productions. Op 13 mei werd Hailee Steinfeld gecast als het jonge meisje wier ouders en broer zijn vermoord. Op 8 november werd de volledige cast onthuld met daarin Martin Compston, Amy Landecker en Verónica Echegui. Later zou de titel van de film The Hunter's Prayer worden en Steinfeld werd vervangen door Odeya Rush. Sierra/Affinity kondigde aan de film aan twintig internationale partijen te hebben verkocht.

### Opnames
De opnames begonnen begin november 2014 in Yorkshire, Engeland (Leeds, Harrogate, Helmsley, Scarborough en Saltaire). Ook vonden er opnames plaats in Zwitserland, Duitsland, Spanje, Verenigde Staten (New York) en Hongarije.

## Release
Saban Films verkreeg de rechten van The Hunter's Prayer in september 2016. De film werd uitgebracht in de Verenigde Staten op 9 juni 2017.